# Римский театр

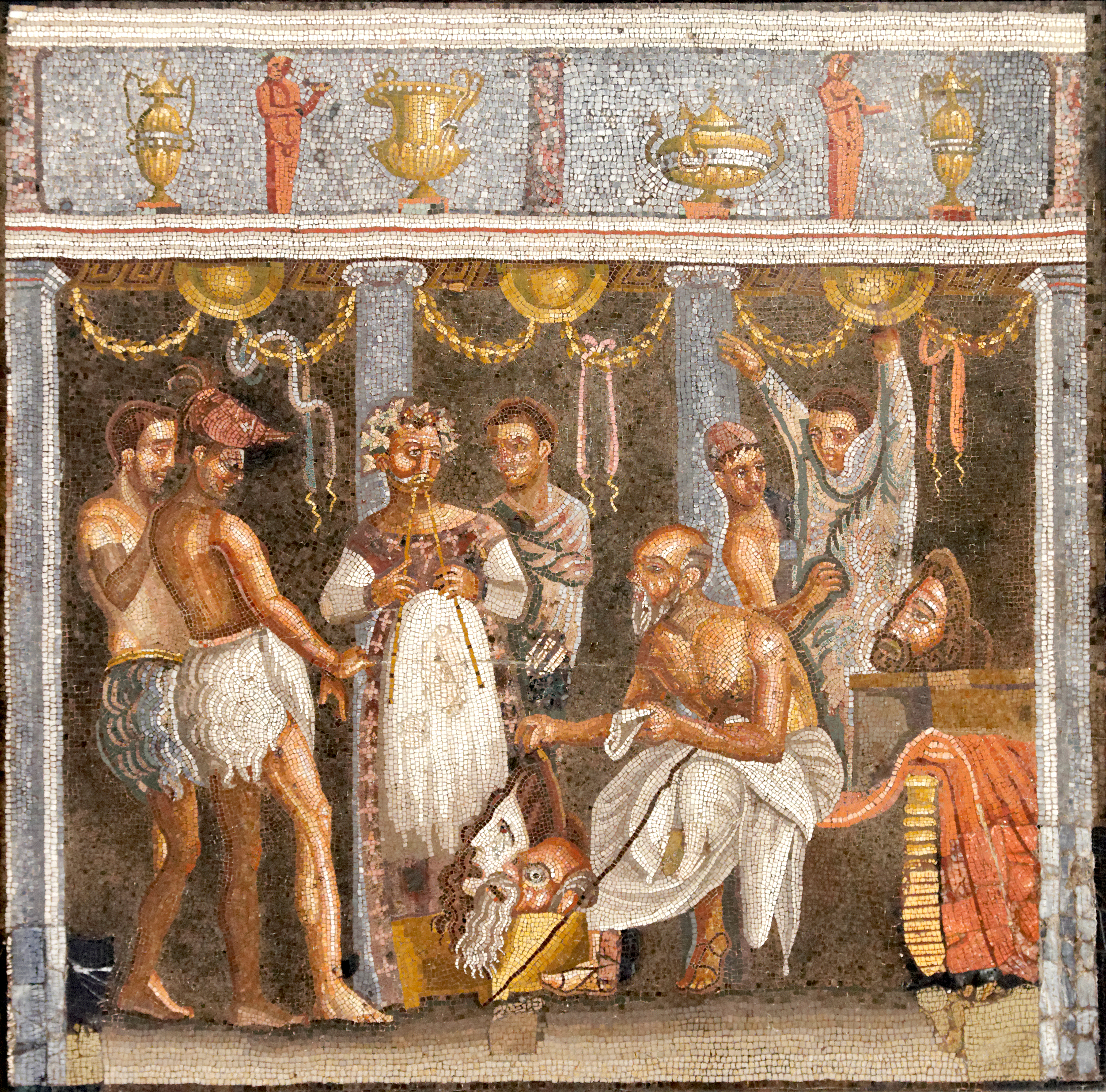
Римская мозаика с изображением актёров и игрока авлоса (Дом трагического поэта, Помпеи)

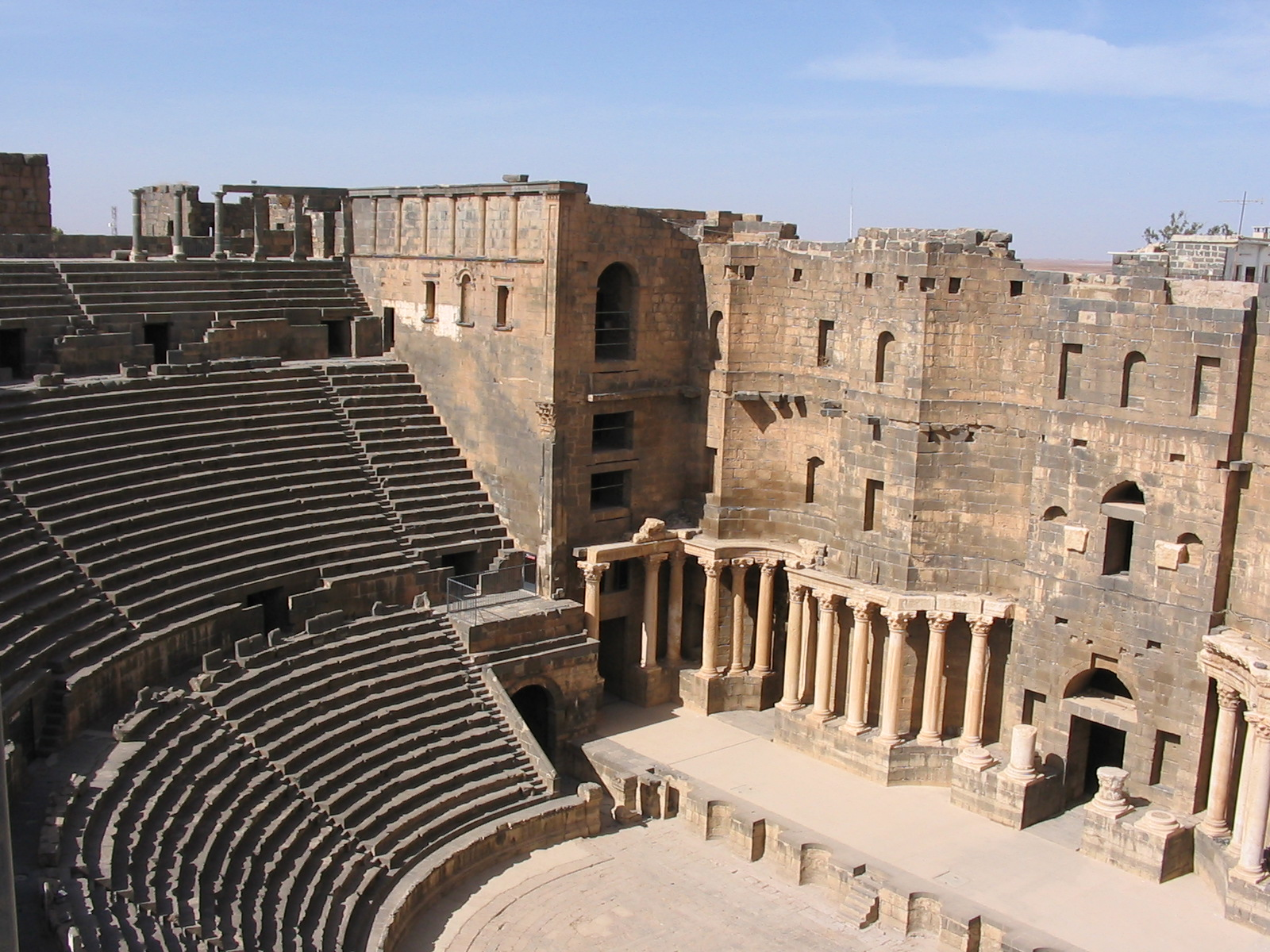
Хорошо сохранившийся римский театр в Босре (Сирия)

Римский театр, как и римская драма, имеет своим образцом театр греческий, хотя в некоторых чертах и отличается от него. Места для зрителей в римских театрах занимают не больше полукруга, оканчиваясь в направлении к сцене по линии, параллельной этой последней. Сцена имеет длину вдвое большую, нежели в греческом, лестницы ведут с мест для зрителей на сцену, чего не было в греческом. Глубина орхестры меньше при той же ширине; входы в орхестру уже; сцена ближе к центру. Все эти отличия можно наблюдать на развалинах многих римских театров, из которых наиболее сохранившиеся в Аспенде (Aspendos), в Турции и в Оранже (лат. Arausio) во Франции.

## Архитектура театра
Витрувий даёт точное описание плана и сооружения римских театров, как бы устанавливая два независимых один от другого типа театров. Уклонения римского театра от греческого объясняются сокращением, потом полным упразднением роли хора и в зависимости от этого делением орхестры на две части: и то, и другое началось ещё у греков и только получило у римлян законченное развитие.

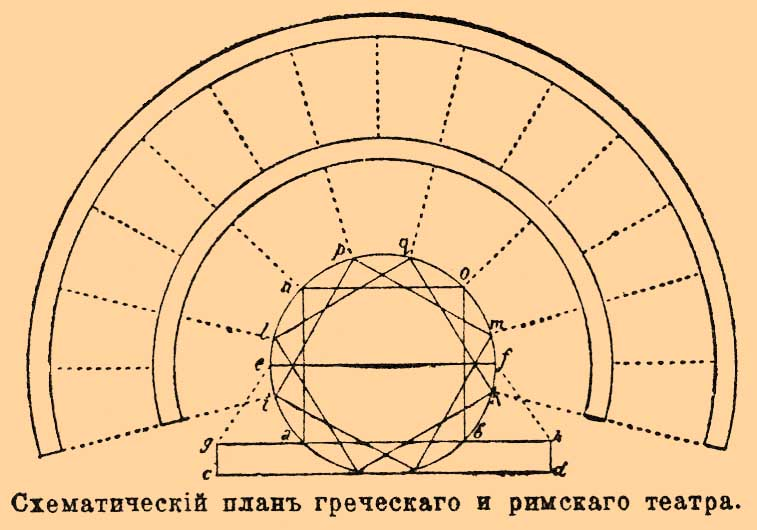
Схематический план греческого и римского театров

В римском театре, как и в греческом, пространство мест для зрителей и сцены находилось в зависимости от основного круга и вписанной фигуры. За основную фигуру римского театра Витрувий принимает четыре равносторонних треугольника с вершинами на равных расстояниях одна от другой. Нижние края места для зрителей, были всегда параллельны сцене, в противоположность театру греческому, и шли по линии, проведённой через углы вписанных фигур, ближайшие к горизонтальному диаметру круга, отчего крайние клинья получались меньше остальных. Верхняя дуга основного круга образовала нижнюю границу мест для зрителей. Это пространство делилось тоже концентрическими проходами (praecinctiones) на два или на три яруса, которые в свою очередь делились на клинья (cunei) лестницами по радиусам. Размеры пространства для зрителей увеличивались тем, что боковые входы в орхестру были крытые и тоже назначались для зрителей. В римском театре орхестра уменьшена сравнительно с греческим театром; здесь находились места для сенаторов; сцена (pulpitum), наоборот, расширена, так как назначалась не только для актёров, но и для всех художников; по Витрувию, она значительно ниже греческой сцены, под которой он разумеет просцений, называя его также logeion. Максимальную высоту римской сцены он определяет в 5 футов, греческой — в 10—12 футов. Коренная ошибка Витрувия в сопоставлении театров двух типов сводится к тому, что римскую сцену он представлял себе преобразованием греческого просцения, который он считал местом действия актёров, с тою разницей, что в римском театр просцений сделан ниже, шире и длиннее, придвинут ближе к зрителям. На самом деле римская сцена есть часть древнегреческой орхестры — та часть, которая с сокращением роли хоров в драматических представлениях стала лишней ещё у греков в македонском периоде; для актёров было достаточно и той части круга, которая лежала непосредственно перед сценой и просцением; при этом обе части орхестры или оставались на одной плоскости, или место для актёров могло быть поднято до уровня крайнего нижнего ряда сидений. По образцу римских театров были перестроены некоторые греческие и строились новые в греческих городах.
Другим важным нововведением в римском театре была кровля, соединявшая здание сцены и места для зрителей в единое, цельное здание. Машины и сценические костюмы в римском театре были, в общем, те же, что и в греческом. Занавес (аулеум) опускался перед началом игры под сцену и поднимался снова по окончании. Маски для римских актёров дозволены были поздно, кажется — уже после Теренция; это, однако, не мешало римской молодежи маскироваться в ателланах. Сценические представления украшали собою различные ежегодные праздники и давались также по случаю важных событий государственных, во время триумфов, по поводу освящения общественных зданий и т. п.

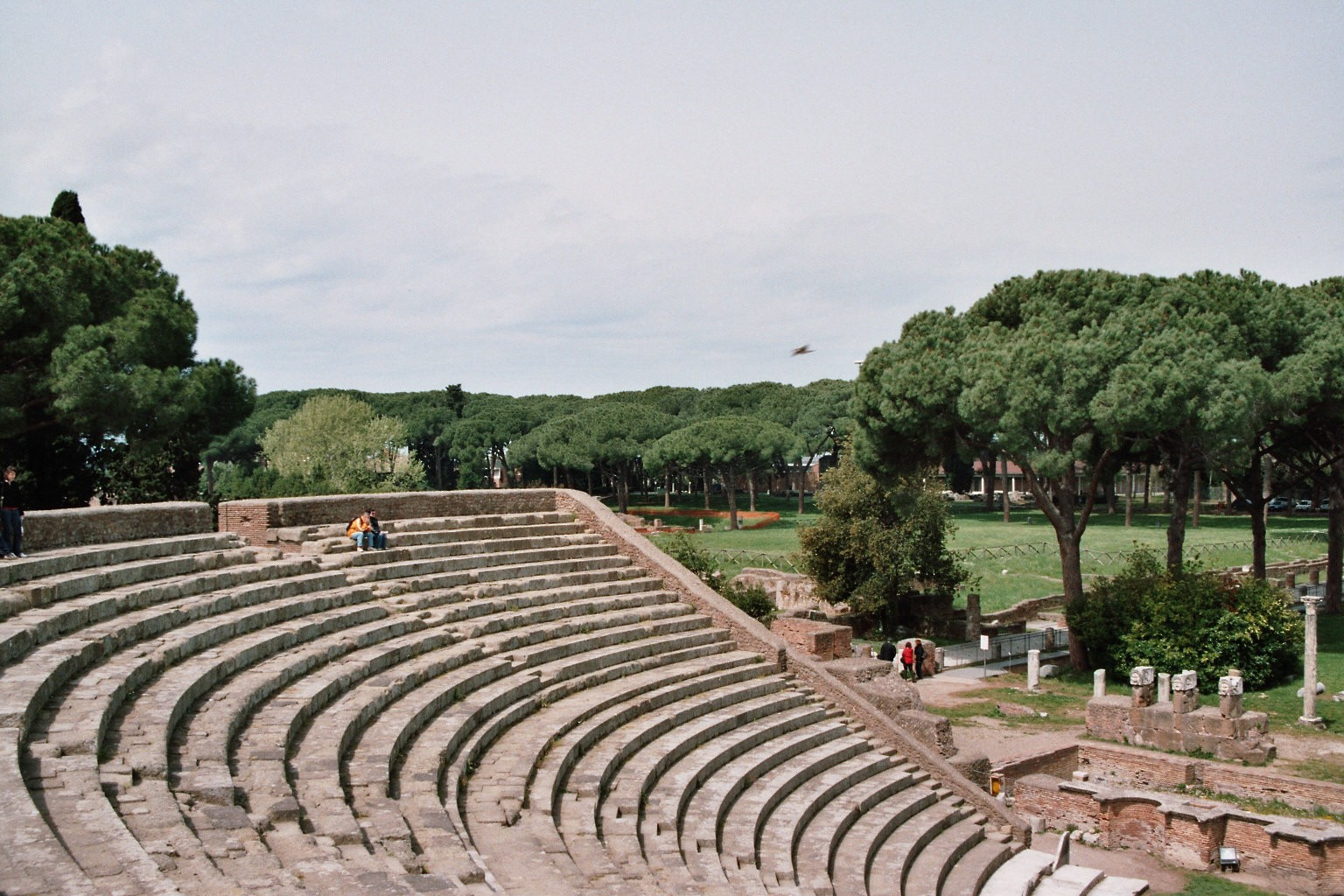
Театр в Остии

## Театральные представления

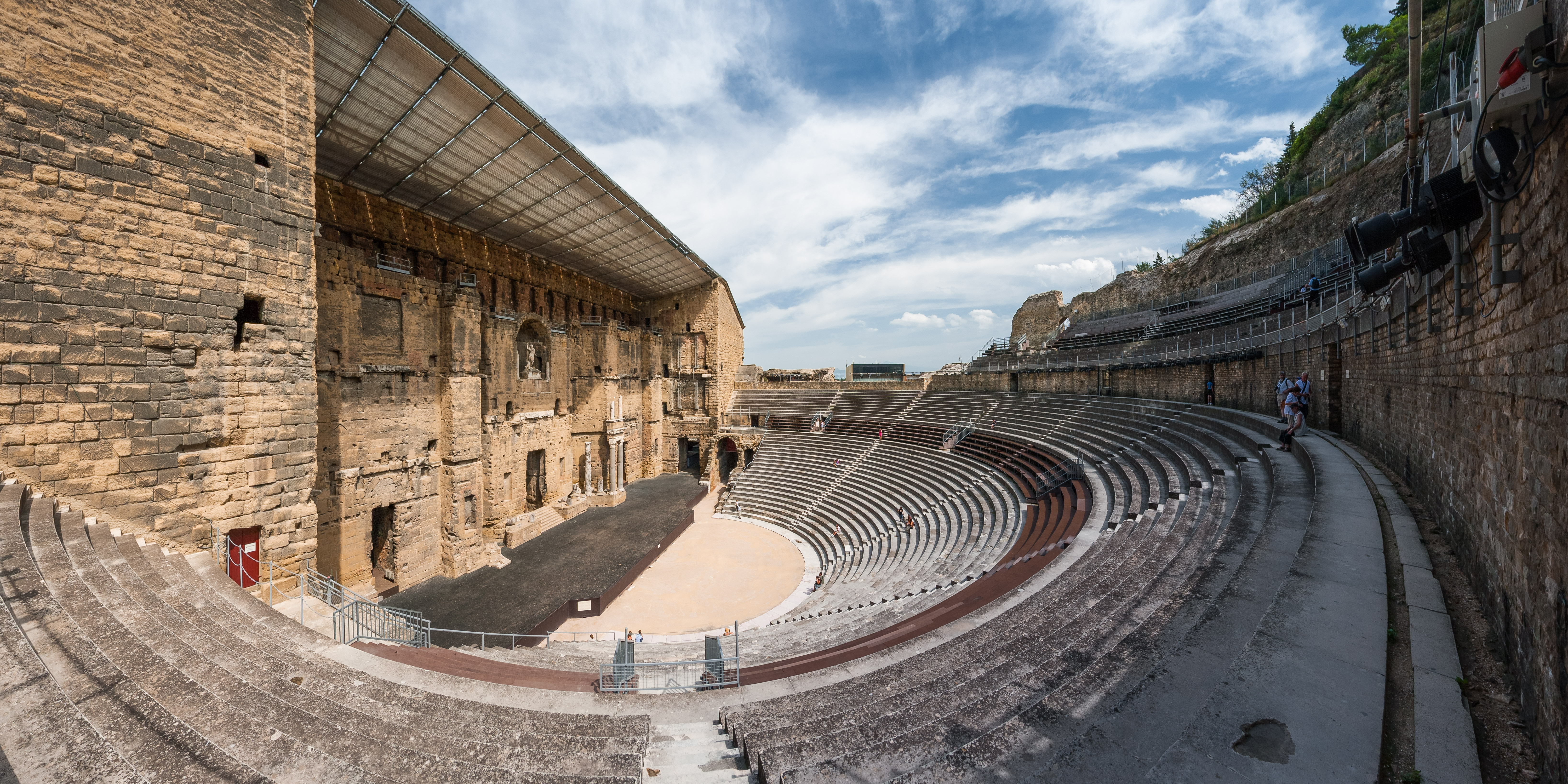
Древнеримский театр в Оранже, юг Франции, 2008 г.

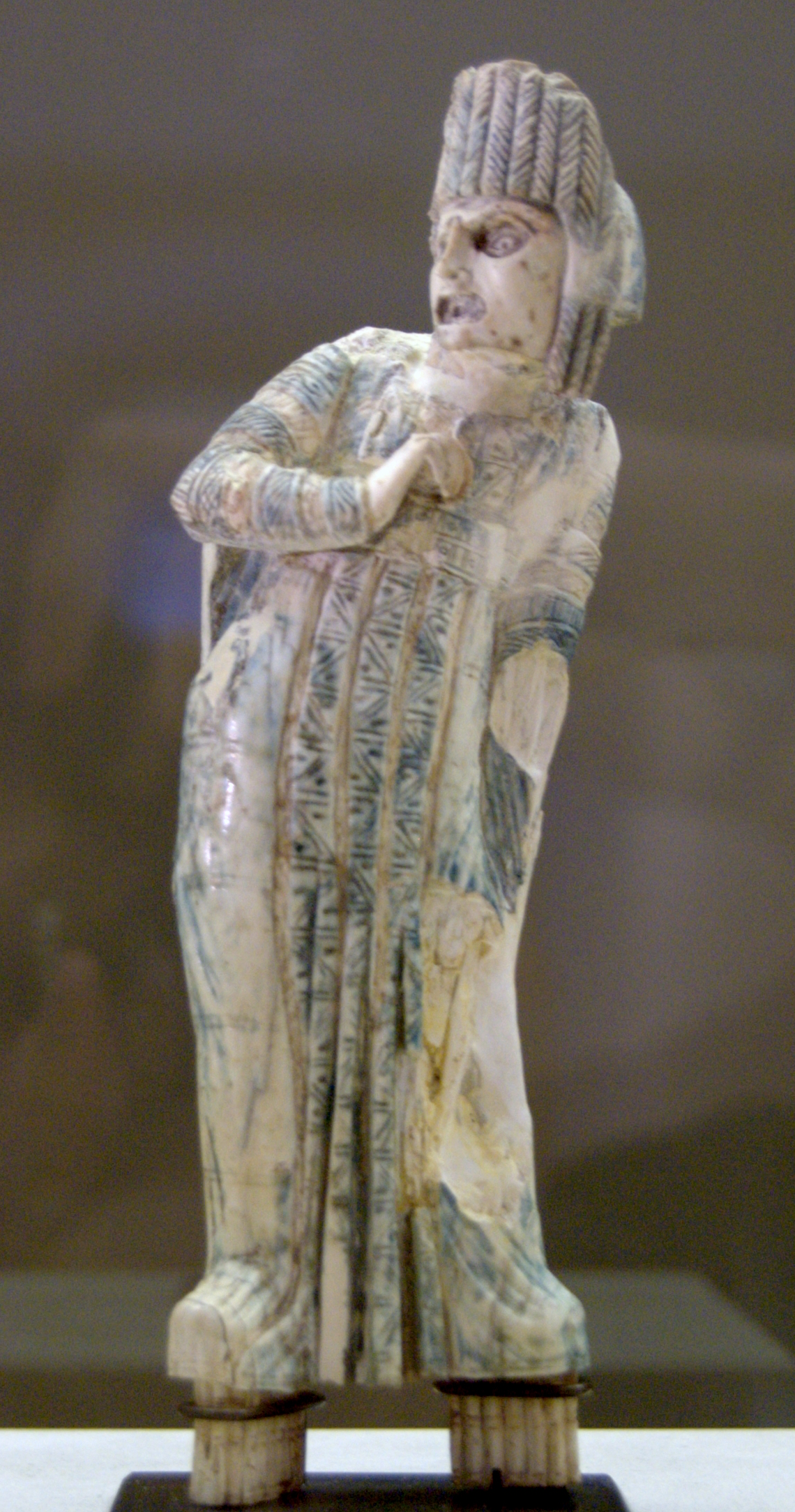
Статуэтка из слоновой кости римского актёра трагедии I века

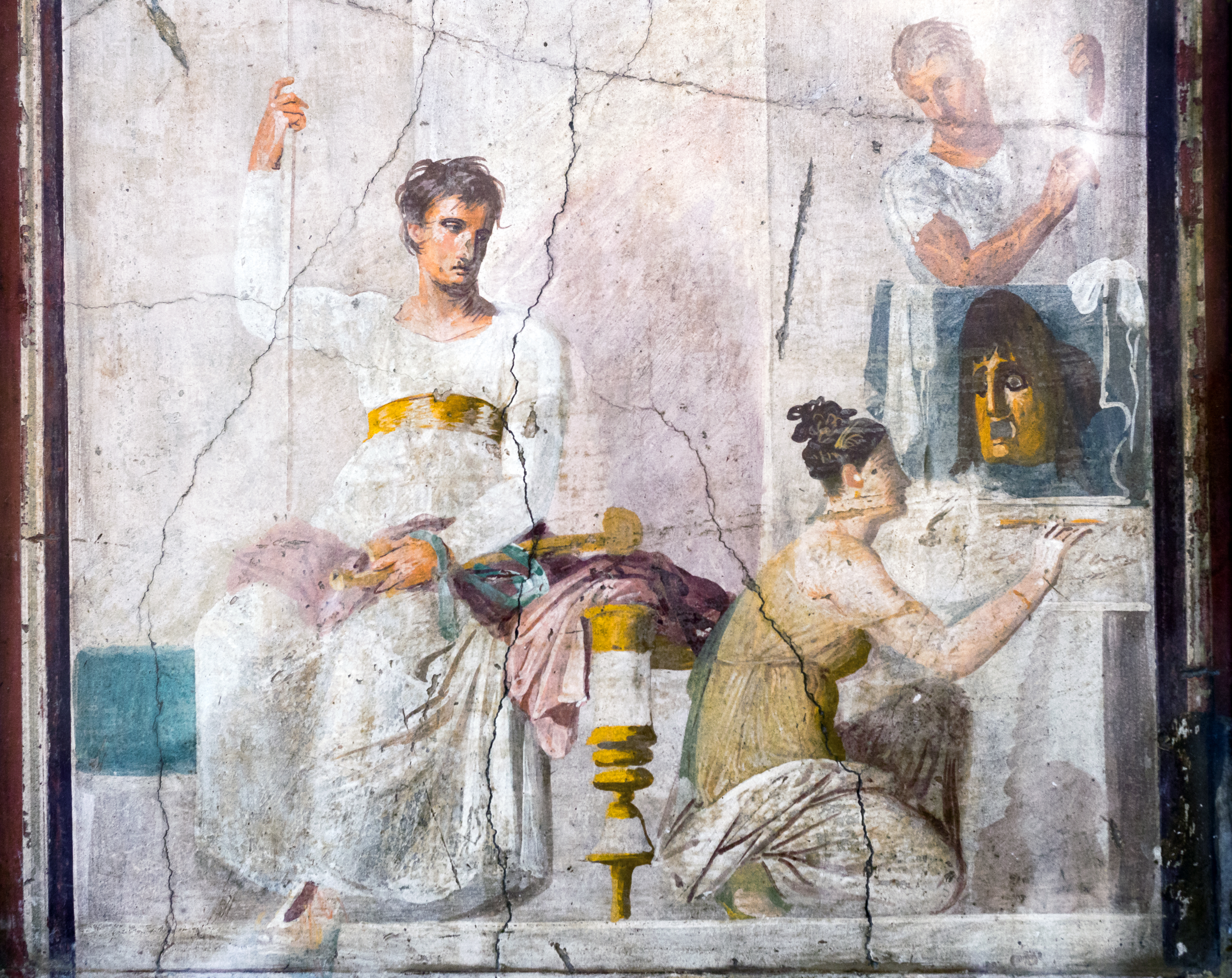
Актёр и две музы, фреска из Геркуланума

Кроме трагедий и комедий, давались ателланы, мимы, пантомимы, пиррихии. Были ли и в Риме состязания поэтов — в точности неизвестно. Так как игры устраивались или частными лицами, или государством, то и наблюдение за ними принадлежало или частным устроителям, или магистратам (curatores ludorum). Руководительство на ежегодных сценических играх возлагалось до Августа главным образом на курульных и плебейских эдилов или на городского претора; Август перенёс его на преторов. Чрезвычайными государственными праздниками ведали консулы. С лицом, устраивавшим праздник, — должностным или частным — вступал в договор антрепренёр (dominus gregis), главный актёр и режиссёр, глава группы актёров (grex, caterva); он получал условленную плату. Вознаграждение автору пьесы платил антрепренёр. Так как в Риме сценические игры имели значение забавы, а не служения богу, то в обычае было получение поэтами денег за пьесы, что в глазах общества принижало поэтов до положения ремесленников. В Греции поэты стояли высоко в общественном мнении, им открыты были высшие государственные должности; в Риме поставляли пьесы люди низшего сословия, даже рабы. Согласно с этим низко ценилось и ремесло актёра, ниже, нежели звание наездника и гладиатора; звание актёра налагало печать бесчестия.
Актёрами были обыкновенно рабы и отпущенники. Вообще театр в Риме не имел того высокого серьёзного, образовательного, как бы священного характера, каким он долго отличался в Греции. Заимствованные из Греции сценические игры мало-помалу уступили место таким представлениям, которые не имеют ничего общего ни с трагедией, ни с комедией: мимам, пантомиме, балету. Государство относилось к такого рода развлечениям несочувственно. Магистраты, дававшие игры, и частные лица сначала сами сооружали для актёров деревянные подмостки, которые после представления уничтожались. На устроителей игр ложилась и большая часть расходов, иногда очень значительных. Впервые театр по греческому образцу (theatrum et proscaenium) был построен в Риме только в 179 г. до н. э., но вскоре был сломан. Постоянное каменное здание для сцены было сооружено в 178 г. до н. э., но в этом мест для сиденья зрителей не было: зрители стояли, отделённые от сцены деревянной оградой, им даже не дозволялось брать с собою стулья в театре. Совершенно обратное отношение к публике было в Греции: зрители брали с собою в театре подушки, пищу, лакомства, вино. Ближайшее знакомство с греческим театром началось после завоевания Греции (145 г. до н. э.). Постоянный каменный театр, вмещавший в себе больше 17000 мест (по Плинию — 40000), был построен Помпеем в 55 г до н. э. Сохранились развалины театра, построенного в 13 году до н. э. Октавианом.
Посещение театра было бесплатное, одинаково свободное для мужчин и женщин, но не для рабов. С целью расположить к себе зрителей или удивить их роскошью и великолепием устроители игр в позднейшее время простирали свои заботы о публике до того, что усыпали театр цветами, кропили в нём ароматными жидкостями, украшали богато золотом. Нерон велел протянуть над зрителями пурпурный покров, усеянный золотыми звёздами, с изображением императора на колеснице.
Древние источники сведений о греческом и римском театре — Витрувий, Лукиан, Полидевк (Поллукс), Марк Теренций Варрон, Светоний, Квинтилиан, псевдо-Донат.

## Актёры
В отличие от Древней Греции, в Риме на сцене театра дозволялось играть женщинам, рабам и вольноотпущенникам. Так, история сохранила имена некоторых актрис, игравших на подмостках римских театров: Никополида (II в. до н. э.), Дионисия (II—I вв. до н. э.), Галерия Копиола (ок. 95 до н. э. — после 9), Арбускула (ум. между 54 и 35 до н. э.), Волумния (ум. после 43 до н. э.), Лициния Эвхарида (I в. до н. э.), Фабия Аретуса (I в. до н. э.).